# Antônio Houaiss
Antônio Houaiss (Río de Janeiro, 15 de octubre de 1915 — Ibidem, 7 de marzo de 1999) fue un destacado intelectual brasileño — filólogo, crítico literario, traductor, diplomático, enciclopedista y ministro de cultura de Brasil en el gobierno Itamar Franco.

## Biografía
Houaiss era el quinto de siete hijos de una pareja de inmigrantes libaneses, Habib Assad Houaiss y Malvina Farjalla, radicados en Río de Janeiro. Con dieciséis años, comenzó a enseñar portugués, actividad que ejerció durante toda su vida.
Ocupó diversos cargos importantes como presidente de la Academia Brasileña de Letras, ministro de Cultura en el gobierno del presidente Itamar Franco y miembro de la Academia de las Ciencias de Lisboa. La revista Vea llegó a definirlo como el "mayor estudioso de las palabras de la lengua portuguesa en tiempos modernos".
Autor de diecinueve libros, Houaiss organizó y elaboró dos de las enciclopedias más importantes ya hechas en Brasil, a Delta-Larousse y la Mirador Internacional. Publicó dos diccionarios bilíngues inglés-portugués, organizó la primera edición del Vocabulario Ortográfico de la Lengua Portuguesa (VOLP), de la Academia Brasileña de Letras. Entre sus trabajos de traducción está la novela Ulises, de James Joyce.
En 1986, Houaiss inició el más ambicioso proyecto de su vida — el Diccionario Houaiss de la Lengua Portuguesa —, asumiendo el desafío de publicar el más completo diccionario de la lengua, solo concluido después de su muerte. Tras el deceso, se fundó el Instituto Antônio Houaiss, con sede en Río de Janeiro, que tiene como contraparte lusitana la Sociedad Houaiss Ediciones Culturales, con sede en Lisboa.

## El apellido Houaiss
Aunque de origen libanés, el apellido Houaiss es pronunciado, en portugués, "uáiss" - o, en representación técnica, [/ 'wajs /] o [/ u'ajs /], en el Alfabeto Fonético Internacional, en que el símbolo [w] corresponde al sonido 'u' de 'cuasi' y el símbolo [u] al 'u' de la palabra 'desnuda', mientras [aj] se asemeja al 'ay' de 'caixa' y el símbolo [s] al 'ss' de 'masa'. El símbolo [‘] precede el fonema tónico de la palabra.

## Academia Brasileña de Letras
Houaiss fue el quinto ocupante de la silla nº 17 de la Academia Brasileña de Letras, elegido el 1 de abril de 1971 como sucesor de Álvaro Lins. Fue recibido por el académico Afonso Arinos de Melo Franco el 27 de agosto de 1971. En su silla se sentaron otros académicos, como Antonio Callado y Sérgio Paulo Rouanet.

## Obra
El mayor logro de Houaiss fue el Acuerdo ortográfico de 1990 de la lengua portuguesa, en el que combinó sus dos facetas - la de diplomático, miembro del servicio exterior brasileño, y la de lingüista -, y al que aportó su punto de vista universal, aunque fue criticado entre otros, como Paulo Francis.